# Angraecum teres
Angraecum teres är en orkidéart som beskrevs av Victor Samuel Summerhayes. Angraecum teres ingår i släktet Angraecum och familjen orkidéer. Inga underarter finns listade i Catalogue of Life.